# 貝施維爾
貝施維爾是瑞士的城鎮，位於該國北部，由索洛圖恩州負責管轄，面積11.22平方公里，海拔高度466米，2012年人口816，七成半人口信奉羅馬天主教，人口密度每平方公里73人。